# Saukville
Saukville és una població dels Estats Units a l'estat de Wisconsin. Segons el cens del 2000 tenia 4.068 habitants.

## Demografia
Segons el cens del 2000, Saukville tenia 4.068 habitants, 1.583 habitatges, i 1.104 famílies. La densitat de població era de 527,1 habitants per km².
Dels 1.583 habitatges en un 38% hi vivien nens de menys de 18 anys, en un 55,2% hi vivien parelles casades, en un 10,4% dones solteres, i en un 30,2% no eren unitats familiars. En el 24,1% dels habitatges hi vivien persones soles el 5,6% de les quals corresponia a persones de 65 anys o més que vivien soles. El nombre mitjà de persones vivint en cada habitatge era de 2,56 i el nombre mitjà de persones que vivien en cada família era de 3,07.
Per edats la població es repartia de la següent manera: un 27,5% tenia menys de 18 anys, un 9,5% entre 18 i 24, un 34,8% entre 25 i 44, un 21% de 45 a 60 i un 7,2% 65 anys o més.
L'edat mediana era de 33 anys. Per cada 100 dones de 18 o més anys hi havia 100,5 homes.
La renda mediana per habitatge era de 53.159 $ i la renda mediana per família de 62.436 $. Els homes tenien una renda mediana de 41.625 $ mentre que les dones 28.583 $. La renda per capita de la població era de 22.035 $. Aproximadament l'1,4% de les famílies i el 3,1% de la població estaven per davall del llindar de pobresa.

## Poblacions més properes
El següent diagrama mostra les poblacions més properes.